# Клоковский водопад
Клоковский водопад (водопад Клокова, водопад В. Донова) — высочайший из водопадов Сахалина.

## Географическое положение
Водопад находится в Макаровском районе Сахалина, недалеко от мыса Клокова, благодаря чему и получил своё название (название Клоковский считается неофициальным). Высота над уровнем моря 27 м.

## Описание
Водопад находится на безымянном ручье, состоит из двух ступеней и ниспадает с высоты 48 метров (по другим данным — 49 метров). Расположение водопада — в 340 метрах от 193-го километра трассы Южно-Сахалинск — Оха и в 600 метрах от устья ручья.
Уступ водопада состоит из ступеней высотой 5 и 43 метра. Нижняя ступень водопада состоит из трёх частей: нижняя часть водопада имеет уклон 67-70 градусов и длину по руслу около 35 метров, далее идет часть с уклоном 54-55 градусов и длиной 4 м, ещё одна часть имеет уклон 61 градусов и длину 7,5 м. Верхняя ступень с высотой 5 м имеет уклон около 85 градусов. Между ними находится пологий участок с падением 0,5 м и длиной 6 м. Ширина потока воды 1,5-1,7 метра в верхней, 5-6 в средней и 8-9 в нижней части. Расход воды 0,122 м³/с.
Водный уступ сложен из базальтов, которыми так же завален водобойный колодец. Не исключается смещение оползневого тела и прохождение селевых потоков.
При приближении к водопаду ощущается запах сероводорода, но его содержание в воде незначительно.